# トランプの壁

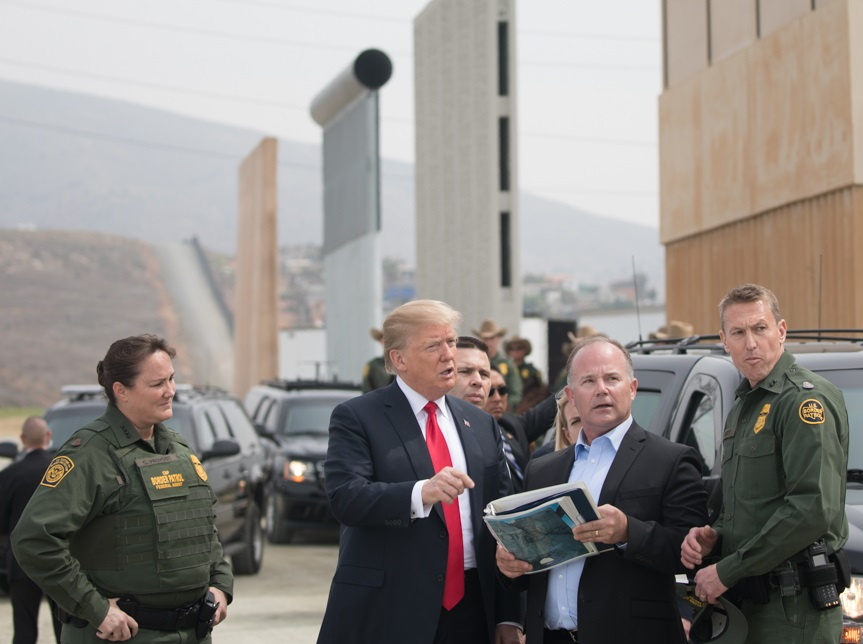
カリフォルニア州オタイーメサの国境でトランプ大統領に建築する壁のサンプルを示す職員 (2018年3月)

トランプの壁 (トランプ・ウォール、英語: Trump wall) は、2016年アメリカ大統領選挙でドナルド・トランプが公約として掲げた、非正規移民取り締まりのためのメキシコとアメリカの壁の強化と、国境沿いの分離壁の建設。トランプは国境の壁はアメリカが建設しメキシコに負担させると主張し、メキシコのエンリケ・ペーニャ・ニエト大統領はその主張を拒絶した。国境の壁建設に伴い、大統領就任後の2017年から非正規移民の親子を国境地帯で別々に隔離して収容し、2018年5月からは「ゼロ・トレランス政策」の導入を発表した。
2020年11月7日、民主党のジョー・バイデン次期大統領は、壁の建設をいったん中止し、移民政策の見直しを図ることを約束したが、2023年10月5日、壁に非正規移民を防ぐ効果はないとしながらもトランプ時代に予算計上された部分については止めることはできないとして建設の再開を承認した。

## 国境の壁の建設と予算
2017年1月、トランプは大統領就任後まもなく大統領令13767に署名し、連邦資金を使用して米国とメキシコの国境に沿って壁の建設を開始するよう指示した。資金調達方法が明確ではないため、実際の建設は遅れたが、2019年に建設が開始され、 2020年末までに国境に全長724.2 キロ（450マイル）の壁を築くという公約の実現を目指している。

### 予算
2018年、壁建設費用としてトランプ政権は10年間で180億ドル（約２兆円）の予算が必要だとする計画をまとめ、議会に提出した。それが否決されると、2019年2月14日、壁建設費用を確保するため国家非常事態宣言を発令し、連邦議会の予算決定権を迂回して軍事予算を壁建設費用に転用するよう命令した。2019年9月4日、エスパー国防長官は国防総省の予算から36億ドル（約3800億円）を壁建設に転用することを承認した。そのうちの半分は米国外に関連する予算で、約4億ドル（約430億円）は嘉手納基地、横田基地、岩国基地など5カ所の在日米軍基地の予算を転用することでまかなうという。沖縄の米海兵隊グアム移転費用が壁建築に転用され、移転開始時期が、当初の2024年から26米会計年度へと大幅にずれ込むと想定されていることも判明した。

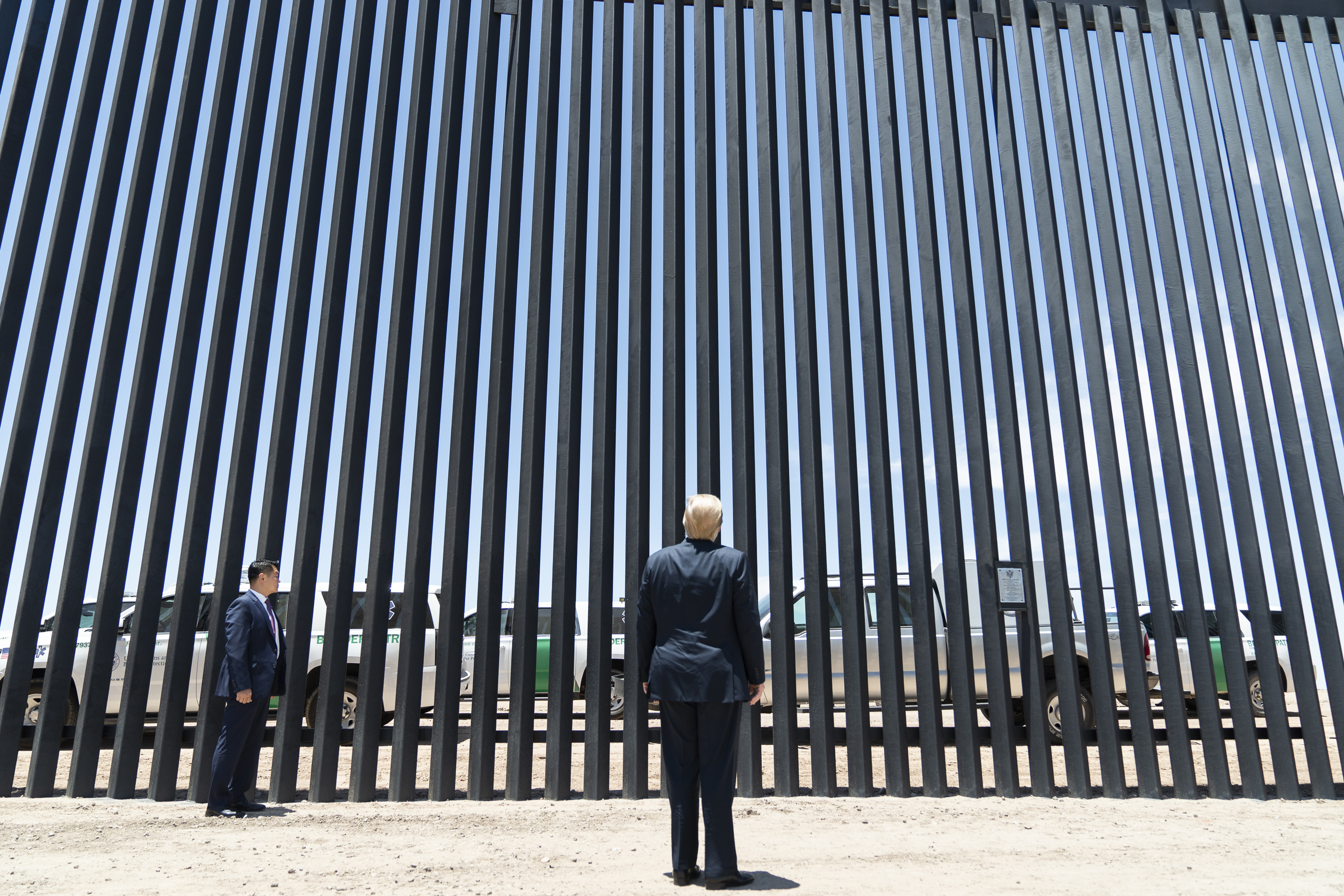
2020年6月23日、アリゾナ州ユマ近隣のメキシコとアメリカの国境の建設されたばかりの200マイルの壁を記念したプレートの前に立っているトランプ大統領。（ホワイトハウス公式写真）

## ゼロ・トレランス政策

### 親と子どもの隔離収容政策
2017年7月、トランプ政権が始めた非正規移民取り締まりを強化する「ゼロ・トレランス」（不寛容）政策で、ニューメキシコからテキサスにわたるエルパソ地区において子どもと親を分離するパイロットプランを非公開でスタートさせた。
2018年2月26日、アメリカ自由人権協会 は、亡命を求めているコンゴ人女性から7歳の娘を強制的に引き離したとして連邦訴訟を起こす。4月6日、ジェフ・セッションズ司法長官がゼロ・トレランス政策を公式に発表する。メキシコ国境地帯で大勢の移民の子どもを親や保護者から引き離して別々に収容し始めたことに対し、非人道的であると全米各地で抗議デモが起きた。歴代大統領の夫人たち、ジョージ・W・ブッシュ元大統領の妻ローラ・ブッシュ、やミシェル・オバマ、ロザリン・カーター、ヒラリー・クリントン、またメラニア・トランプ自身も反対の意思を表明した。日系アメリカ人の俳優ジョージ・タケイは、第二次世界大戦中の日系人の強制収容施設ですら、親子を分離して収容するという残虐なことはされていなかったと激しく抗議した。トランプの隔離政策に対し、イリノイなどの17州およびコロンビア特別区が政権を訴えた。連邦裁判所は6月26日、すべての引き離された家族を再会させるよう判決をくだすが、乳幼児や5歳以下の子どもたちまで引き離され、親と再会できるのは半分以下の可能性があると人権団体が指摘した。政府は犯罪者から子供を守るためという口実で隔離を再開し、いまも続けられている。
親と引き離された子どもをおとなしくさせるため、子どもたちは当局から大量の向精神薬を強制的に飲まされていたことも明らかになっている。「親子引き離し政策」に関する公聴会では、同伴者のいない子供に対して施設職員が行った組織的な性的虐待の事例も報告された。さらには、隔離収容された大勢の子どもたちのうち、2020年10月の段階でもいまだ545人が親と再会できていないことが判明している。翌月11月の発表では、引き離し政策のため親が見つからず孤児となった子供の数は666人に修正された。人権団体は、政府がその数を正確に報告していないし、実数把握する努力すらしていないと批判している。親の3分の2の親が既に子どもを伴わない状態で国外に送還されたことも判明している。

### DACA
DACAは、幼少時に米国に連れて来られて非正規移民となった「ドリーマー」と呼ばれる若者約65万人の強制退去を遅らせる制度で、2012年6月のバラク・オバマ前政権時に制定されたが、トランプ大統領はその撤廃を公約として掲げてきた。2020年6月18日、最高裁は、廃止の判断は連邦行政手続法に違反するとした下級裁判所の判断を5対4で支持した。

## 壁の建築と自然破壊
国境の壁の建設は、周辺の絶滅危惧種を含む野生生物とその環境破壊と生息地の分断化に大きく害を及ぼすと懸念されている。生物多様性センターによる2019年の調査では、壁建設はフロリダ州サン・ベルナルディーノ国立野生生物保護区のジャガーの生息地や地下水にも破壊的な影響を与えていることが明らかになった。
またアリゾナ州のソノラ砂漠の生態保護区であるオーガンパイプカクタス国定公園内にブルドーザーが入ったが、米陸軍工兵隊はサボテンを移植すると発表していたものの、移植は行われていないとされている。また2020年2月からの爆破工事でオーガンパイプにある古代ソノラ砂漠の22の遺跡が破壊される可能性があることを危惧している。